# Rwanyakazinga-See
Der Rwanyakazinga-See liegt in der Ostprovinz von Ruanda innerhalb des Akagera-Nationalparks.

## Geographie
Der Rwanyakazinga-See hat eine Fläche von 19,6 km² bei einem Umfang von 43,7 km. Er hat eine in Südwest-Nordost-Richtung langgestreckte Form mit einer maximalen Länge von 10,3 und maximalen Breite von 4,3 km. Die maximale Tiefe des Rwanyakazinga-Sees ist lediglich 4,3 m. Die Nordseite gehört zum Sektor Karangazi des Distrikts Nyagatare, während die Südseite im Sektor Rwimbogo des Distrikts Gatsibo liegt. Südöstlich des Rwanyakazinga-Sees liegt der Mihindi-See. Beide sind Teil einer Gruppe von Seen beidseitig des Kagera-Nils und innerhalb der Akagera-Sümpfe. Die meisten der Seen sind jedoch nicht dauerhaft mit dem Kagera-Nil verbunden. Dies geschieht während der zweimal jährlich auftretenden Regenzeit und auch viele kleine saisonal auftretende Wasserläufe fließen dann in die Seen. Der Wasserstand variiert somit um etwa 1 bis 1,5 Meter. Der jährliche Gesamtniederschlag in der Region liegt bei 650 bis 900 mm.

## Flora und Fauna
In den Seen des Akagera-Nationalparks leben Flusspferde und Krokodile. Auch Schildkröten und Amphibien sind häufig. Zudem suchen die im Park vorkommenden Säugetiere wie zum Beispiel die Afrikanischen Elefanten, Kaffernbüffel, Zebras, Ellipsen-Wasserböcke, Großriedböcke, Kronenducker, Sitatunga Pferdeantilopen, Schwarzfersenantilopen, Wüstenwarzenschweine und Leoparden die Seen auf.

## Wirtschaft
Am See wird Fischerei betrieben.